# SHAREit
SHAREit é um aplicativo gratuito para transferir arquivos entre dispositivos que suportam o protocolo Wi-Fi. Os usuários podem usá-lo para transferir arquivos de qualquer tipo, como fotos, vídeos, músicas, contatos, aplicativos, GIFs etc. SHAREit foi desenvolvido pela Lenovo e permite que dispositivos com Windows, Windows Phone, Android e iOS transfiram arquivos diretamente através de uma rede sem fio ad hoc. Para usá-lo, é preciso apenas escolher entre "Enviar" e "Receber". O aplicativo suporta trinta e nove idiomas, como o português, o espanhol, francês, árabe e o chinês. Foi lançado originalmente na China em junho de 2012 sob o nome Anyshare. Lidera o topo de aplicativos mais baixados, vencendo concorrentes como Xender, Zapya, Share Apps e SuperBeam. A principal vantagem do SHAREit é a capacidade de transferir dados muito maior em comparação com o protocolo Bluetooth e até mesmo NFC. A este respeito, a Lenovo decidiu desenvolver um aplicativo que possa transferir arquivos usando o protocolo Wi-Fi Direct [en].

## CLONEit
CLONEit copia contatos, mensagens SMS/MMS, músicas, vídeos, aplicativos e outros dados de um dispositivo antigo para um novo.

## Problema de aplicativo mal-intencionado ou despyware
Em 2017, o governo indiano anunciou uma lista de aplicativos, incluindo o SHAREit, no Android e no iOS, que, segundo as agências de inteligência, são spyware. O SHAREit nega essa acusação, liberando uma declaração oficial.